# 滝川悠
滝川 悠（たきがわ ゆう、女性、1月15日 - ）は、日本のイラストレーター。広島市出身。別ペンネームに多岐川 遊。
同業の成瀬ちさとと親交があることで知られる。

## 作品
コンピュータゲーム
- フレグランス（PAPRIKA）※「多岐川遊」名義
- Ever17 -the out of infinity-（KID）
- 12RIVEN -the Ψcliminal of integral-（サイバーフロント、KID）